# An Cnoc Buí
An Cnoc Buí (en inglés Knockboy) es una montaña de Irlanda (706 m s. n. m.), y se sitúa a lo largo de la frontera entre los condados de Cork y de Kerry, en la República de Irlanda.

## Geografía

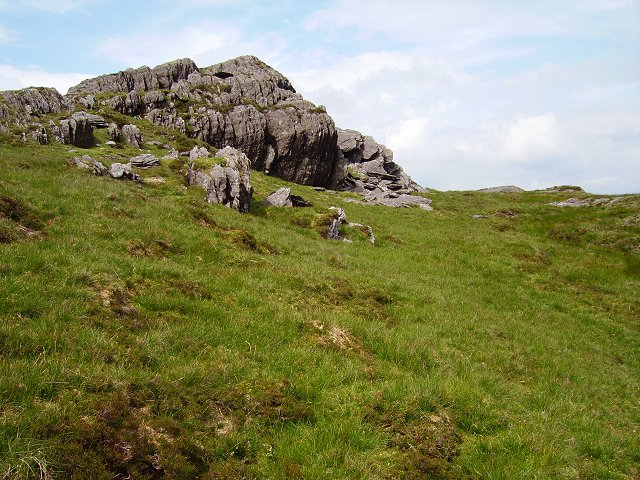
Cara norte del Knockboy

El Knockboy la montaña más alta de la cadena de las Shehy Mountains, de la cual forma parte. 
Es también el punto más alto del condado de Cork. Por sus altitud y prominencia puede ser definido como un Marilyn y un Hewitt.
En su cima hay un pilar trigonometrico y un pequeño cairn.